# Kloster St. Stephan (Augsburg)

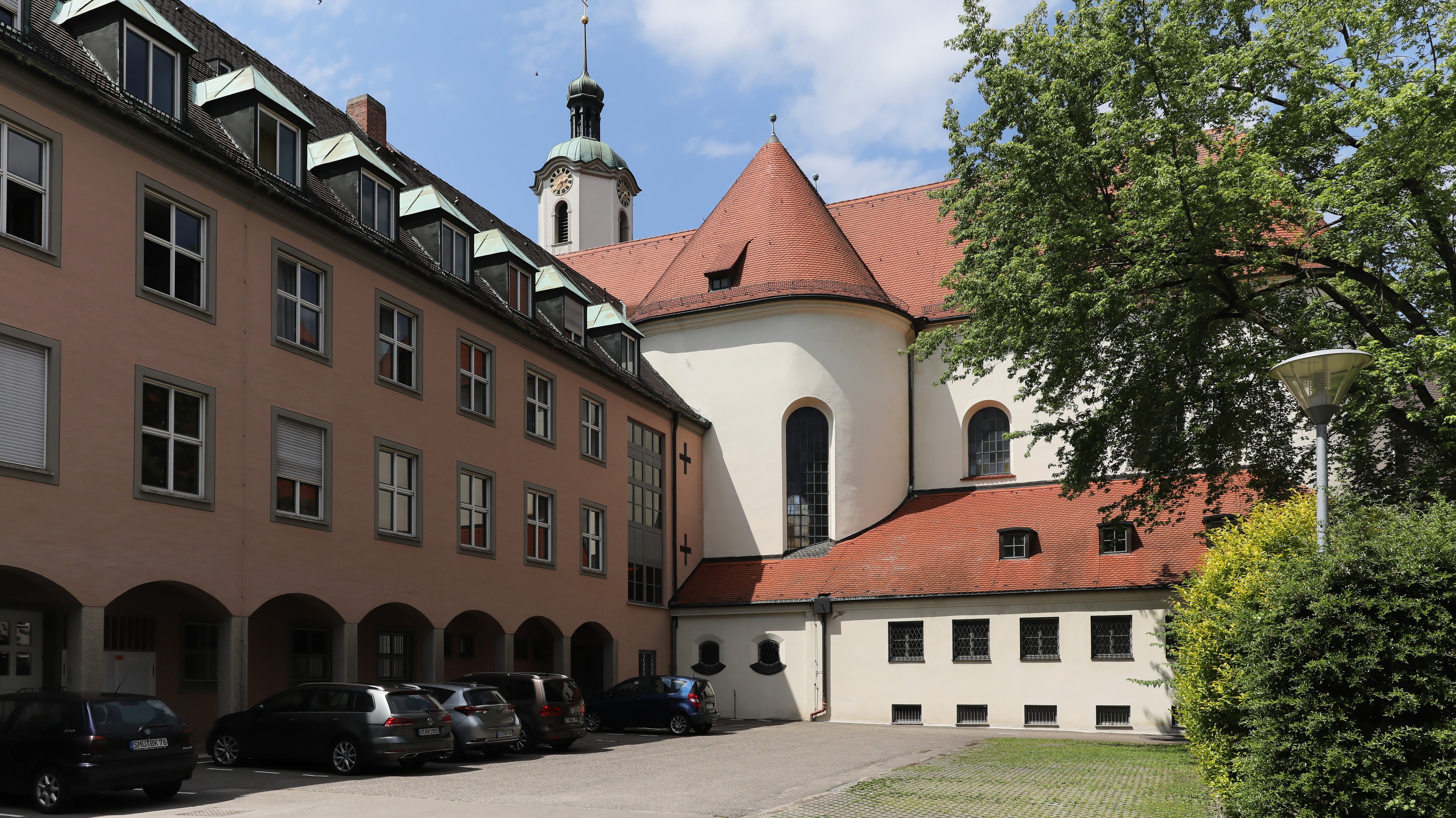
Benediktinerabtei St. Stephan zu Augsburg

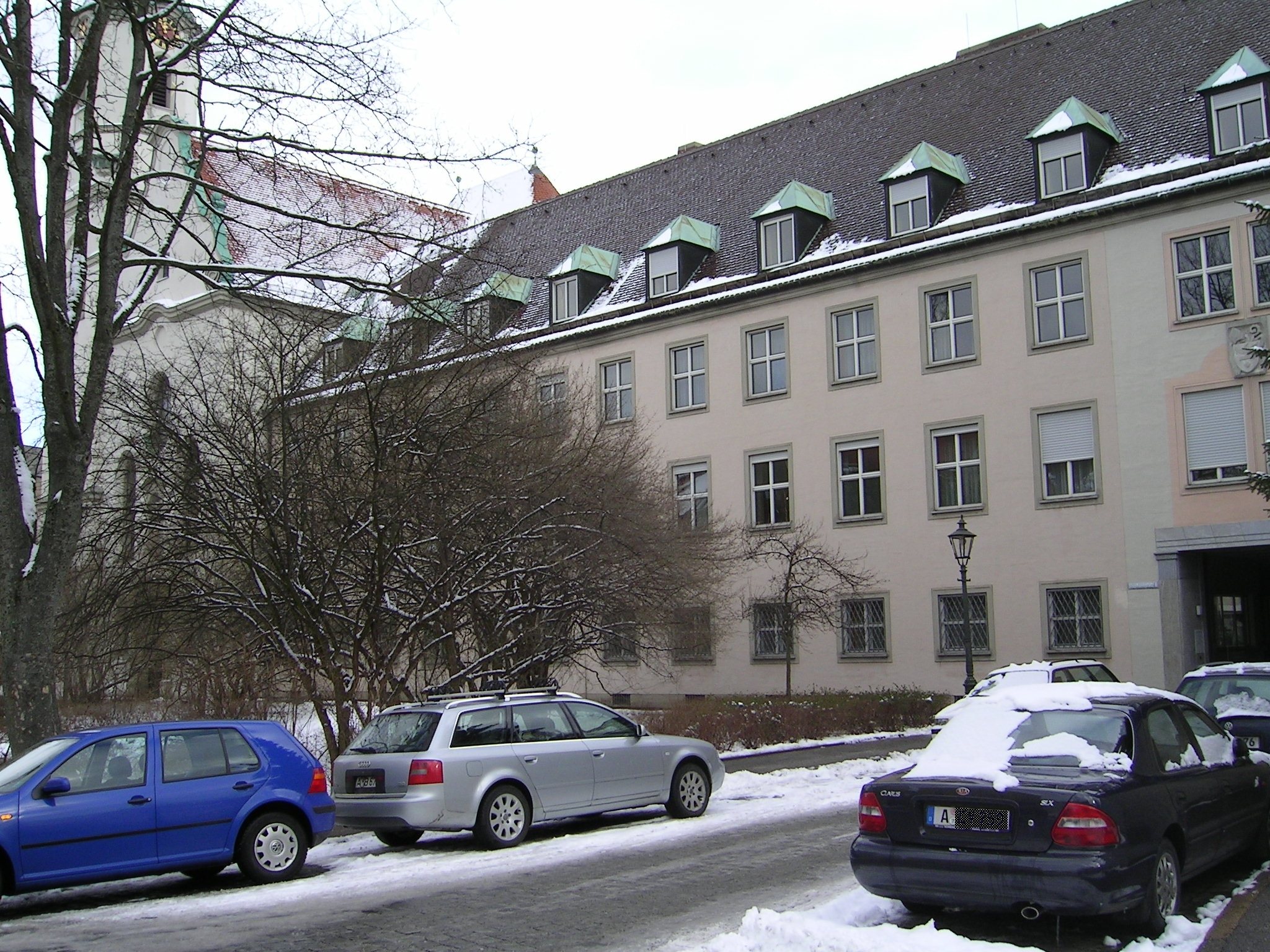
Blick auf Kirche und einen Teil des Klosterbaus

Das Kloster St. Stephan in Augsburg ist seit 1835 eine Benediktinerabtei im Bistum Augsburg, die der Bayerischen Benediktinerkongregation angehört. Ursprünglich war es ein im Jahr 969 gegründetes Frauenkloster, ab dem 13. oder 14. Jahrhundert ein Kanonissenstift, und ab dem 15. Jahrhundert bis zu seiner Auflösung 1803 ein säkulares Damenstift.
Zum Kloster gehört die nach der Zerstörung im Zweiten Weltkrieg wiederaufgebaute Abteikirche St. Stephan. Dem Kloster schließt sich im Norden das Gymnasium bei St. Stephan an.

## Geschichte

### Frauenkloster
Gemäß der Ulrichsurkunde genannten Stiftungsurkunde war der Ausgangspunkt eine dem Heiligen Stephanus geweihte Kirche vor den nördlichen Mauern der Stadt, die durch den Archdiakon Amalrich, seinen Neffen, den Diakon Walther, und Elesinde durch Vergabung von Gütern unter anderem in Batzenhofen und Gersthofen gegründet wurde. Elesinde richtete sich bei dieser Kirche eine Zelle ein, um ein einsam erbauliches Leben zu führen. Nach dem Tode von Amalrich und Walther gründete Ulrich, Bischof von Augsburg und späterer Heiliger, am 23. April 969 zu seinem, seiner Anvertrauten und der Stifter Seelenheil das Frauenkloster St. Stephan. Er ernannte Elesinde zu dessen erster Äbtissin und gestattete den Nonnen, nach deren Hinscheiden sich selbst eine neue Äbtissin zu wählen.
Einige Geschichtsschreiber nahmen an, dass Elesinde eine Tochter des Grafen Hupalds von Dillingen und eine Schwester des Bischofs Ulrich gewesen sei. Dies gilt jedoch als stark zu bezweifeln. Ihr Geburts- oder Todesjahr ist unbekannt.
Es ist nicht überliefert, welcher Ordensregel das Frauenkloster gehorchte. Jedoch vermutet Placidus Braun, dass es die Regula Benedicti gewesen sei.
Das Kloster brannte in den Jahren 1059 und 1205 ab.

### Kanonissenstift
Im 13. oder 14. Jahrhundert – es ist weder das genaue Jahr, noch der Name der Äbtissin überliefert, doch eine päpstliche Bulle Benedikts XII. aus dem Jahr 1335 begrenzt den möglichen Zeitraum nach hinten – gab sich das Frauenkloster eine neue Verfassung und wandelte sich in ein Kanonissenstift um. Die Chorfrauen waren seither Kanonissen ohne Ordensgelübde, die im Stift nach der Augustinusregel lebten.
Um das Jahr 1300 wurde das Gebiet nördlich der Bischofsstadt auf der Hochterrasse, in dem das Stift liegt, ummauert und in die Stadt integriert. Es wird seither die Untere Stadt genannt, im Unterschied zur Oberen Stadt im Süden der Bischofsstadt. Das Stadttor in der Nähe des Klosters erhielt zunächst den Namen St. Gallentor, ab der Mitte des 15. Jahrhunderts wurde es Stephingertor genannt. Das Tor ist heute nicht mehr vorhanden.
Im Jahr 1380 berichtet die Hausgeschichte des Klosters, dass es wegen der Anlage eines Grabens als Teil der Stadtbefestigung vom Oblattertor bis zum Einlaß einen bedeutenden Nachteil an Grundstücken erlitten habe.

### Säkulares Damenstift

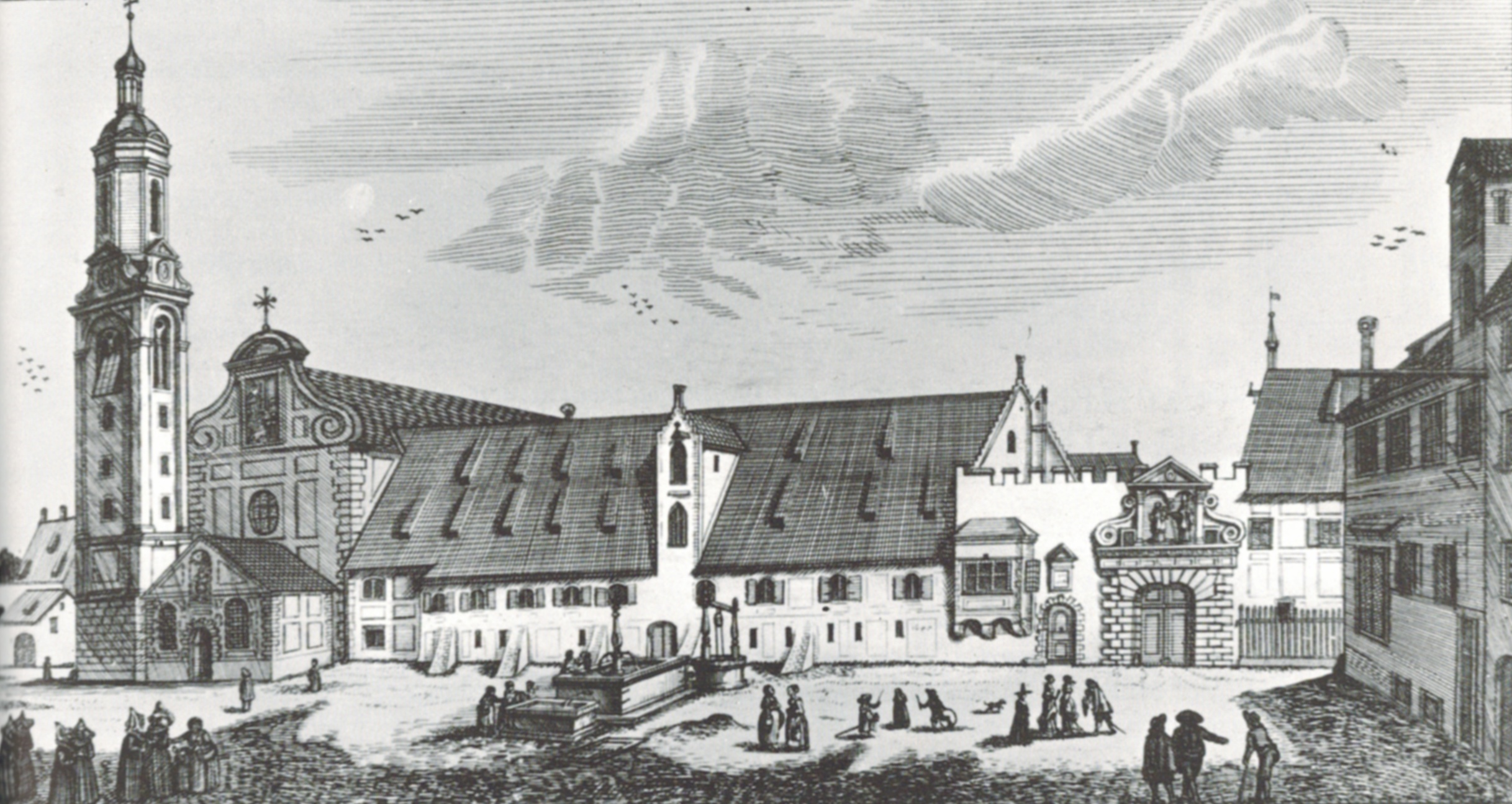
Das freiweltlich adelige Damenstift St. Stephan. Kupferstich von Simon Grimm, 1683.

Im 15. Jahrhundert gab sich das Kanonissenstift abermals eine neue Verfassung und wandelte sich in ein Säkular-Kollegiatstift („freiweltlich adeliges Damenstift“) um. Dies soll unter der Äbtissin Agnes von Ostenheim während des Konzils von Konstanz geschehen sein. Eine päpstliche Bulle Martins V. vom Jahr 1421 nennt es erstmals ein Säkular-Kollegiatstift. Der gemeinsame Tisch und das Schlafhaus wurden aufgehoben. Die Stiftsdamen, die sich ausschließlich aus dem schwäbischen Landadel rekrutierten, hatten seither Privatwohnungen. Die religiöse Tracht wurde abgelegt, nur eine nonnenförmige Chorkleidung wurde beibehalten. Die Stiftsdamen durften Privatbesitz haben und von diesem zusätzlich zu den Einkünften aus dem Stiftsvermögen leben. Sie waren in keiner Klausur und durften auch heiraten. Lediglich den Äbtissinnen blieb der Ehestand weiterhin verwehrt.
Im Jahr 1458 oder 1459  brannte das Stift erneut ab.
1581 verfügte der Augsburger Bischof Marquard II. vom Berg und der Domdekan Johann Otto von Gemmingen durch ein Dekret, dass die adligen Fräulein wieder in einem gemeinsamen Schlafsaal nächtigten. Ihre Privatwohnungen durften sie nur noch tagsüber benutzen. Nach dem Tod der Äbtissin Euphrosina 1596 verschärfte Johann Otto von Gemmingen, der nunmehr selbst Bischof war, massiv die Regeln des Stiftes. Die Privatwohnungen wurden aufgelöst. Als Kleidung hatten die Stiftsdamen fortan eine einheitliche Haustracht zu tragen und es wurde ein gemeinschaftliches Chorgebet wie in einem Kloster eingeführt. Ohne Erlaubnis der Äbtissin durfte das Stift nicht mehr verlassen werden. Wenn sich eine Stiftsdame verheiraten wollte, musste sie das Stift verlassen. Die Äbtissin war nun dem jeweiligen Domdekan unterstellt.
Im 18. Jahrhundert kam das Stift St. Stephan zu neuer Blüte. Der Neubau seiner Stephanskirche unter dem fürstbischöflichen Hofbaumeister Franz Xaver Kleinhans erfolgte in den Jahren 1755/57. 1789 reformierten die Stiftsdamen auf eigenen Wunsch ihre Verfassung. Unter Äbtissin Maria Antonia Reichsfreifrau von Welden wurde 1796 mit einem kompletten Neubau für den Konvent begonnen. Das Stift wurde aber dann 1803 im Zuge der Säkularisation aufgelöst und kam in Besitz der Stadt. Zum Zeitpunkt der Auflösung hatte das Kloster neben der Äbtissin sieben Kapitulardamen. Es wurde 1807 geräumt. 1816 richtete die Armee dort ein Monturmagazin ein.

#### Äbtissinnen
Da die Institution mehrere Male alte Urkunden verlor, lässt sich die Liste ihrer Äbtissinnen nur mit Lücken und Unsicherheiten rekonstruieren. Eine wichtige Quelle ist das sogenannte Wappenbuch von St. Stephan, doch auch dieses enthält Fehler, da sich einige seiner Angaben mit anderen erhaltenen Dokumenten widersprechen. Die folgende Liste der Äbtissinnen folgt hauptsächlich einem Aufsatz von Placidus Braun aus dem Jahr 1794, der damals die ihm verfügbaren Quellen auswertete. Die Jahreszahlen geben die Amtszeiten an.
- Elesinde (Eleusina, Ellensind, 969–?), erste Äbtissin von St. Stephan, später  als Schwester des hl. Ulrich bezeichnet, in St. Gallus begraben[15][16]
- ... (verlorene Namen)
- Agnes[17]
- ... (verlorene Namen)
- Adelheid von Stann (1199–?), soll die Umwandlung vom Kloster ins Damenstift befördert haben[18]
- Adelheid von Glaheim (vor 1241–?)[19]
- Irmengard (vor 1260–?)[20]
- Offmya (Offemia, Euphemia, 1297)[21]
- Elisabeth von Braitenau (1280–1295/96/97?)[22]
- Agnes von Usenhofen (unsicher)[23]
- Irmengard von Maunheim (vor 1297–?). Bischof Wolfhard von Roth gab ihr und dem Konvent im Jahr 1298 den Befehl, dass jede eines ärgerlichen Vergehens schuldige Kanonissin ihrer Präbende verlustig sein soll.[24]
- Willibirg (Wilbirg, Wilbirk) von Thurheim (vermutlich 1326–1344)[25]
- Katharina Schenk (1346–1382). Während ihrer Amtszeit wurde um das Jahr 1380 Augsburg erweitert und die Frauenvorstadt vom Oblatter Tor bis zum Einlaß mit einem Graben umgeben. Sankt Stephan ist seither innerhalb der Stadt gelegen.[26]
- Benigna von Wasserburg (1382–1387)[27]
- Katharina von Lichtenegg (1387–?)[28]
- Agnes von Ostenheim (vor 1405–1422?). Unter ihrer Leitung wurde das Kanonissenstift zum Säkularstift umgewandelt.[29]
- Guta von Holzheim (von Holzen, von Roth?, 1422?–1429?)[30]
- Elisabeth von Lichtenau (1429?–1436/37?)[31]
- Ursula von Weiler (1437?–1475)[32]
- Anna Harscherin (vor 1476–1488)[33]
- Anna von Werdenstein (1488–1497). Sie wurde von Bischof Friedrich II. von Zollern wegen Misswirtschaft ihres Amts enthoben.[34]
- Ursula von Bernstadt (1497–1517)[35]
- Anna von Ochsenstein (von Ostheim, 1517–1521?)[36]
- Agnes von Giltingen (1522–1523)[37]
- Anna von Freiberg (Freyberg, 1523–1553). In ihre Amtszeit fiel die Reformation. Da sie sich mit ihren Kapitelfrauen den Verordnungen des lutherischen Magistrats nicht fügen wollte, mussten sie 1537 das Stift und die Stadt für 11 Jahre verlassen, die sie im Kloster Höchstädt an der Donau verbrachten. Sie verweigerte einer Stiftsdame, die sich zur lutherischen Lehre bekannte, den Fortgenuss ihrer Präbende. 1548 kehrte sie mit ihren noch übrigen Damen in ihr beschädigtes Stift zurück.[38]
- Dorothea von Fridingen (1553–1561)[39]
- Euphrosina (Euphrosyna) von Kreuth (1561–1596)[40]
- Maria von Frauenberg (1596–1602), die erste Äbtissin unter der verschärften Ordnung[41]
- Magdalena von Langeneck (Langenegg, 1602?–1612?)[42]
- Dorothea von Schwendi (1612–1650). Unter ihrer Amtszeit stürzte der Kirchturm ein. Er wurde neu aufgebaut und zugleich die Kirche renoviert (Vollendung 1620). Das Stift verarmte im Dreißigjährigen Krieg und hatte bei ihrem Tod nur noch zwei Damen. Eine dritte wurde aufgenommen, damit das Kapitel wieder beschlussfähig wurde.[43]
- Dorothea von Westernach (1650–1678)[44]
- M. Kleopha von Hallwill (1678–1681)[45]
- Margaretha Theresia von Bodmann (1681–1694)[46]
- Susanna von Sirgenstein (1694–1706). Unter ihrer Amtszeit litt das Stift im Spanischen Erbfolgekrieg.[47]
- Maria Eva Rosina Theresia Freiin von Bodman (1706–1747). Sie die Stiftsgebäude erneuern und den Garten neu anlegen. Sie ließ außerdem drei Kirchen bauen: 1718–1720 St. Martin in Batzenhofen, ab 1720 St. Johann Baptist in Asch (Fuchstal) und 1722–1724 St. Martin in Pfaffenhofen an der Zusam.[48]
- M. Beata Amalia Josepha Freiin von Welden (1747–1789). Sie erbaute 1751 das Pfarr- und Mesnerhaus in der Stadt und stellte von 1755 bis 1757 die Stiftskirche neu und ohne Pfeiler im Rokokostil her. 1773 ließ sie den Pfarrhof zu Bergheim und 1787 den zu Pfaffenhofen erbauen.[49]
- M. Antonia Aloisia Keszentia Josepha Johanna Freiin von Welden (1789–1803, eine Nichte der vorhergehenden Äbtissin). In ihre Amtszeit fielen die Unruhen der Französischen Revolution. Sie ließ die Wohnungen des Stifts in vier Jahren mit großen Kosten von Grund auf neu bauen. Kurz darauf wurde das Stift in der Säkularisation aufgelöst.[50]

### Monturmagazin
Nach der Säkularisation gab König Max I. von Bayern die Gebäude des vormaligen Damenstifts an den General-Kommandanten der Provinz Schwaben, General Fürst Carl Philipp von Wrede, zur Bewohnung. Dieser ließ die Taufkapelle abreißen, um an deren Stelle ein langgestrecktes Glashaus für seine Passion, die Blumenzucht, zu erbauen. 1816 wurden die ehemaligen Stiftsgebäude dem neuen Zweck eines königlichen Monturmagazins zugefügt. Ein großer neuer Trakt wurde für diesen Zweck entlang der Gartenmauer am Gässchen Karmelitenmauer erbaut.

### Benediktinerabtei

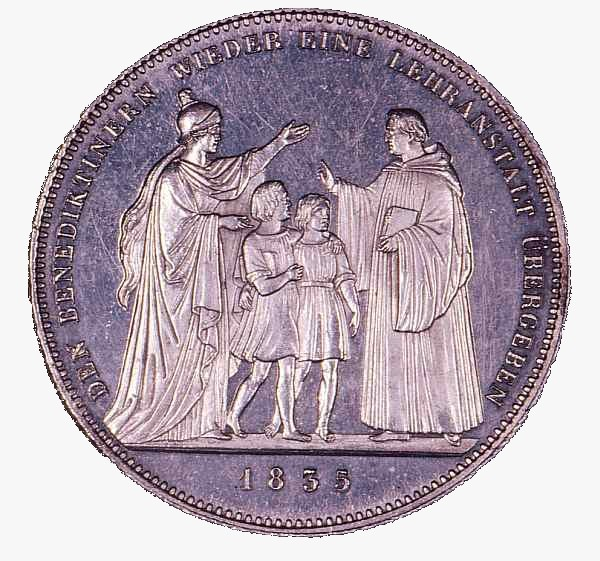
Geschichtstaler von 1835 anlässlich der Übergabe der Lehranstalt St. Stephan an die Benediktiner

Die Wiederbelebung von St. Stephan entstand aus dem Wunsch der Bürger in der Paritätischen Reichsstadt Augsburg, den zusammengelegten Schulen St. Anna (evangelisch) und St. Salvator, einem ehemaligen katholischen Jesuitenkolleg, wieder ihre Selbständigkeit zu ermöglichen. Ein Bürger stiftete 30.000 Gulden, der Bischof Ignaz Albert von Riegg unterstützte die Initiative, und schließlich genehmigte König Ludwig I. den Ankauf des Gebäudes des ehemaligen Damenstifts, um die katholische Studieneinrichtung unterzubringen. Die Eröffnung fand am 20. November 1827 statt, dabei übernahm die Einrichtung das Patrozinium St. Stephans. König Ludwig I. untersagte aber die Wiederzulassung der Jesuiten und übertrug die Gründung stattdessen dem Benediktinerorden, den er damit in Bayerisch Schwaben restaurierte.
Als erster Abt wurde der ehemalige Ottobeurer Pater Barnabas Huber berufen. Er wurde am Ostermontag, dem 20. April 1835, benediziert. Dies war die erste Benediktion seit der Säkularisation in Bayern und ganz Deutschland. Zusammen mit Bischof Riegg reiste Abt Barnabas nach Wien, und nachdem sie dort die Erlaubnis erhalten hatten, durch Benediktinerklöster in ganz Österreich und der Schweiz, um Mönche für den Konvent und den Schulunterricht zu werben. Sie gewannen 19 österreichische und 3 schweizerische Patres und konnten noch 5 Patres aus dem 1830 wieder gegründeten Kloster Metten erhalten. Am 5. November 1835 fand die Konstituierung des Klosters St. Stephan statt. Dabei wurden auch fünf Novizen eingekleidet und das Kloster Ottobeuren als Priorat wieder errichtet. Ottobeuren und Metten wurden St. Stephan unterstellt. Weder für die Neugründung, noch für die Berufung und Weihe des Abtes wurde eine päpstliche Genehmigung eingeholt. Die Dotation als finanziellen Grundstock des Klosters stiftete König Ludwig I. mit 46.000 Gulden aus seinem Privatvermögen; auch dies war nicht mit dem Papst abgesprochen.
Die unterschiedlichen Herkünfte und Traditionen der Patres führte in den Anfangsjahren zu verschiedenen Schwierigkeiten und disziplinarischen Problemen, was sich auch noch fortsetzte, als das Kloster sich aus nachgezogenen Patres zusammensetzte. Die Studienanstalt umfasste eine Lateinschule, das eigentliche Gymnasium, ein Lyzeum (später Philosophische Hochschule bis 1969) und Internat. Die Einrichtungen sehen sich ausdrücklich in der pädagogischen Tradition des Jesuitenkollegs, nicht der ehemaligen benediktinischen Abtei St. Afra und Ulrich.
Die im Zweiten Weltkrieg 1944 zerstörten Gebäude wurden von 1950 bis 1966 wieder aufgebaut.

#### Äbte
- Barnabas Huber 1834–1851
- Theodor Gangauf 1851–1859
- Raphael Mertl 1859–1889
- Eugen Gebele 1889–1903
- Theobald Labhardt 1903–1915
- Placidus Glogger 1915–1941
- Johannes Ruhland 1941–1970
- Albert Brettner 1970–1987
- Emmeram Kränkl 1987–2006
- Theodor Hausmann seit 2009

## Grundherrschaft
Laut einem Salbuch von 1401 war St. Stephan in Batzenhofen mit 7 Anwesen begütert. 1530 konnte dort auch die Vogtei und Niedergericht erworben werden. Das Hochgericht war Burgauisch. 1531 wurde unter Äbtissin Anna von Freiberg eine Gerichtsordnung, die das Zivil- und Strafrecht regelte, erlassen. Der Ort entwickelte sich zum Zentrum der ländlichen Besitzungen des Stifts. 1750 errichtete man dort für die Kanonissinnen einen Sommersitz, das Schloss Batzenhofen. In Rettenbergen hatte ein Amtsknecht, der dem Vogt in Batzenhofen untergeordnet war, sein Wohnhaus. In Hausen gründete das Stift 1774 eine Spitalstiftung für arme und kranke Untertanen. Mit der Säkularisation gingen die Herrschaftsrechte auf das Kurfürstentum Bayern über. 

### Verwaltungsgliederung
- Amt Batzenhofen: Batzenhofen (45 Anwesen), Edenbergen (23 Anwesen), Rettenbergen (10 Anwesen), Gablingen (4 Anwesen), Hausen (17 Anwesen), Oggenhof (4 Anwesen), Bergheim (2 Anwesen), Maingründel (1 Gut), Peterhof (2 Anwesen)
- Amt Pfaffenhofen: Pfaffenhofen (80 Anwesen), Bartlstockschwaige (1 Anwesen), Ludwigsschwaige (1 Anwesen), Oberfeldbach (1 Anwesen), Oberthürheim (4 Anwesen), Westendorf (1 Anwesen), Obere Hoserschwaige (1 Anwesen)
- Amt Asch[56]

## Klostergarten

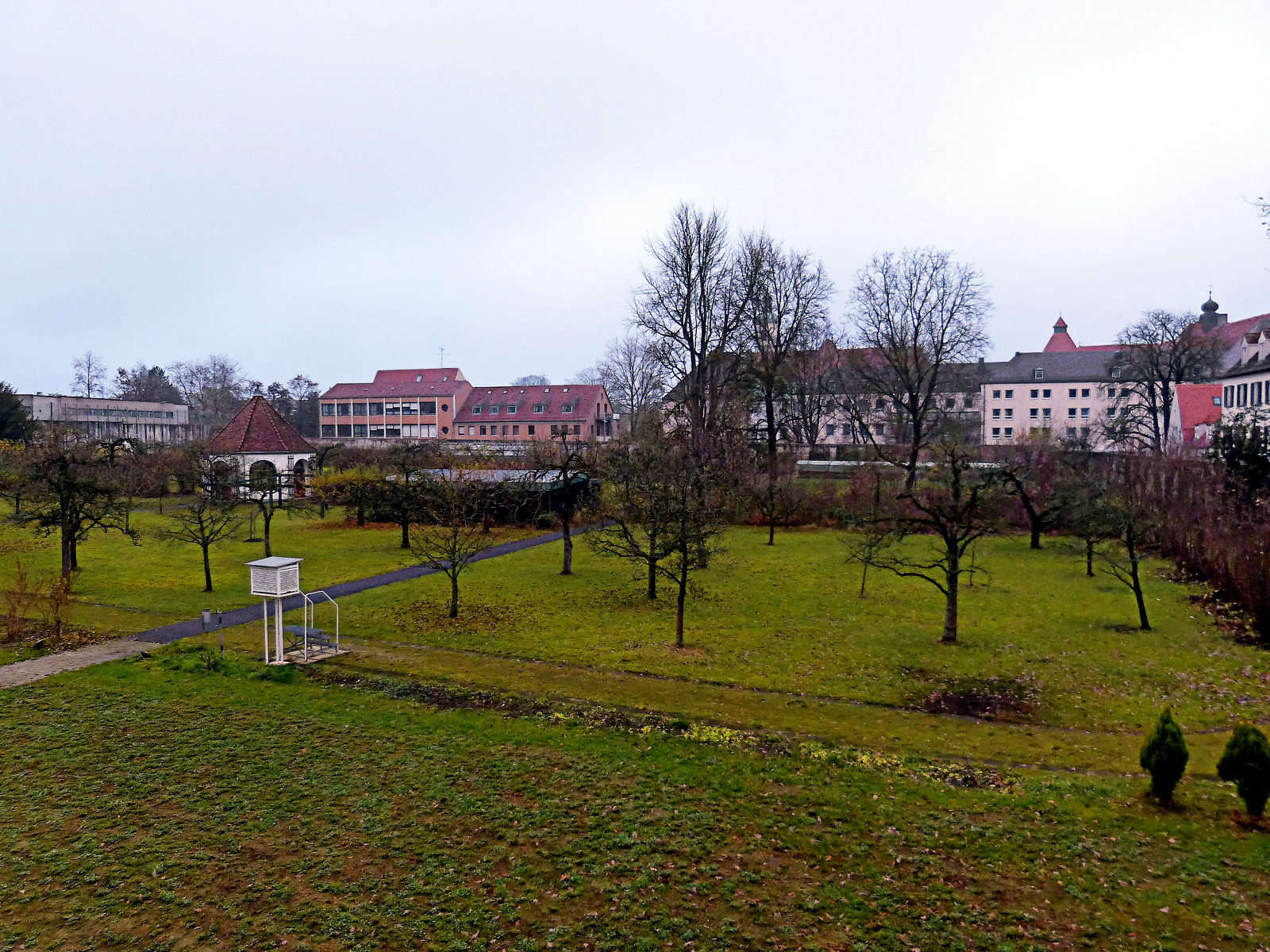
Der etwa einen Hektar große ehemalige Garten der Karmeliter, vom Fugger und Welser Erlebnismuseum aus gesehen

Im Süden des Klosters, jenseits der Gasse „Karmelitenmauer“, befindet sich ein etwa ein Hektar großer Klostergarten. Dieser besteht schon seit dem frühen Mittelalter als Garten. In der Römerzeit lief eine breite Straße hindurch, wie man anhand von Funden weiß. Inmitten des Gartens steht ein kleiner Pavillon.
Das Gartengrundstück gehörte seit 1638 dem damals im Domviertel neu gegründeten Karmelitenkloster Augsburg „Karmel zum Allerheiligsten Sakrament“. Dieses wurde 1802 säkularisiert und 1807 geräumt. Nach der Gründung der Benediktinerabtei St. Stephan wurde der große Garten im Jahr 1851 zur Nutznießung dem neuen Kloster und dem Internat zugesprochen. Sein Eigentümer ist seither der katholische Studienfonds, der vom Stiftungsamt der Stadt Augsburg verwaltet wird.
Der Garten mit rechtwinkligem Wegenetz, Umfassungsmauer, Achteckpavillon und einer Mariengrotte aus dem 18. Jahrhundert steht unter Denkmalschutz. An seiner Südostecke befindet sich das Wieselhaus, von dessen oberen Stockwerken Besucher des Fugger und Welser Erlebnismuseums einen Blick in den komplett von einer Mauer umschlossenen Klostergarten werfen können.
Der Garten dient außerdem dem Kloster zur Imkerei und enthält eine Sternwarte, die vom Gymnasium bei St. Stephan genutzt wird.

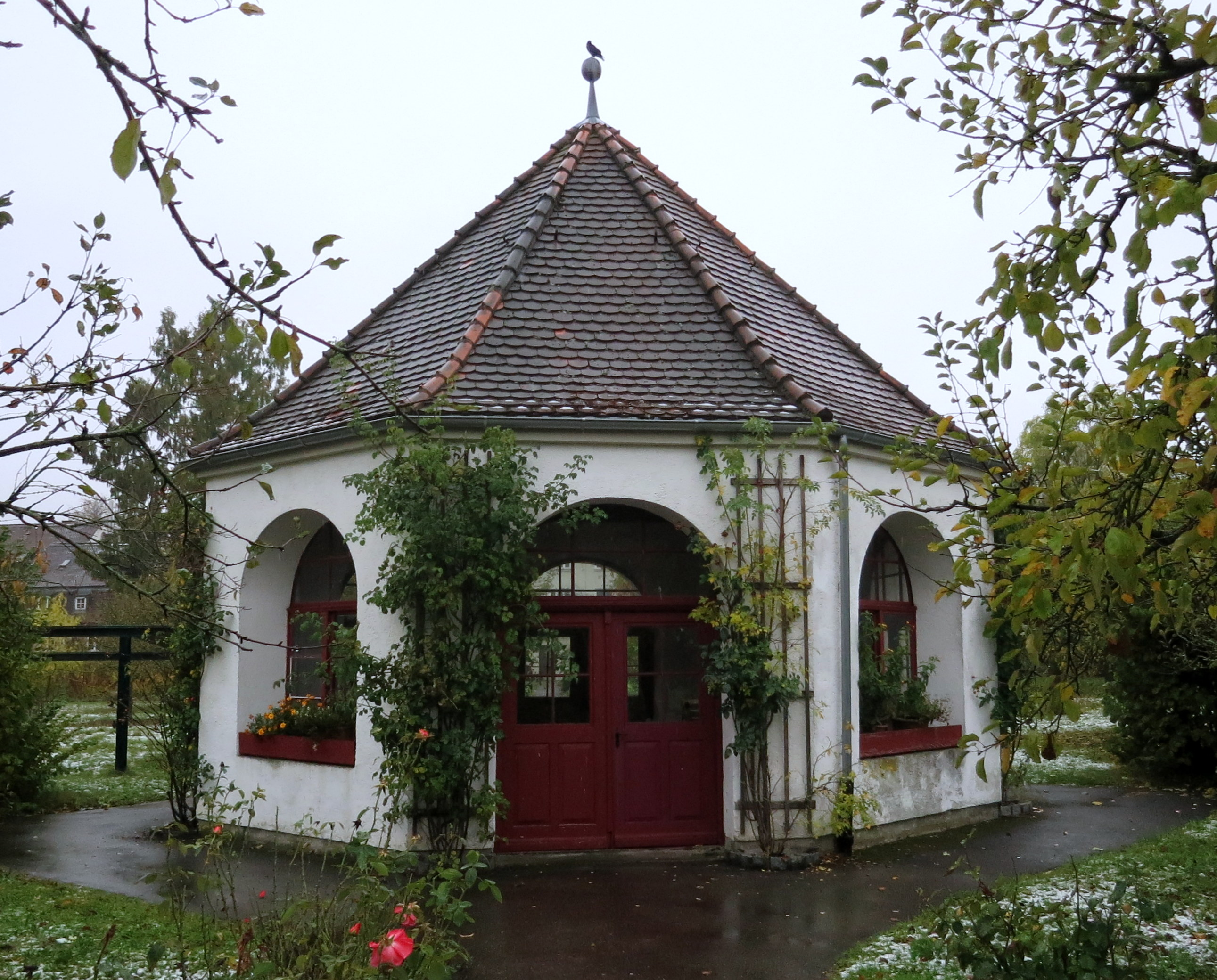
Zentraler Pavillon im Karmelitergarten
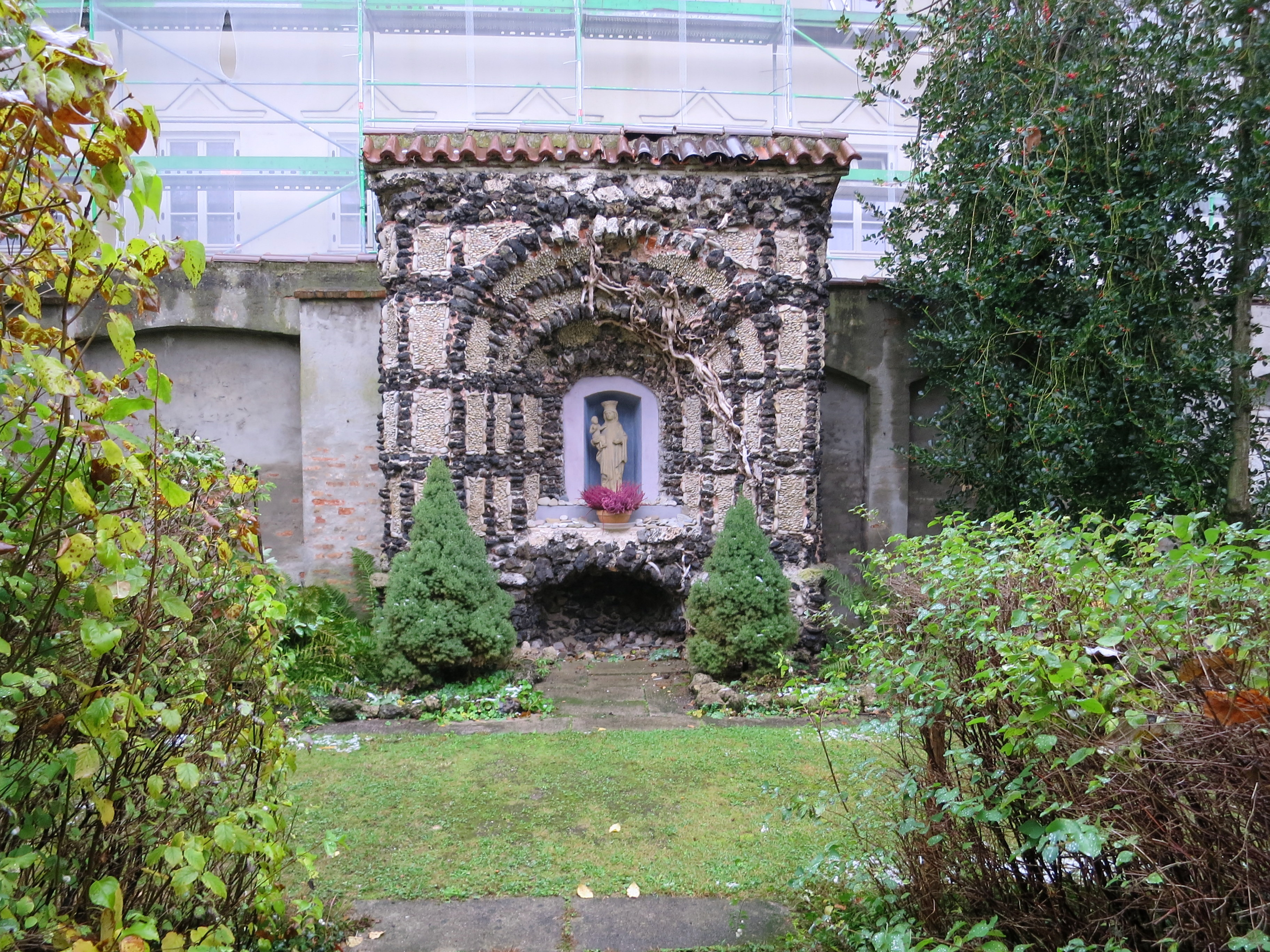
Mariengrotte an der Ostmauer
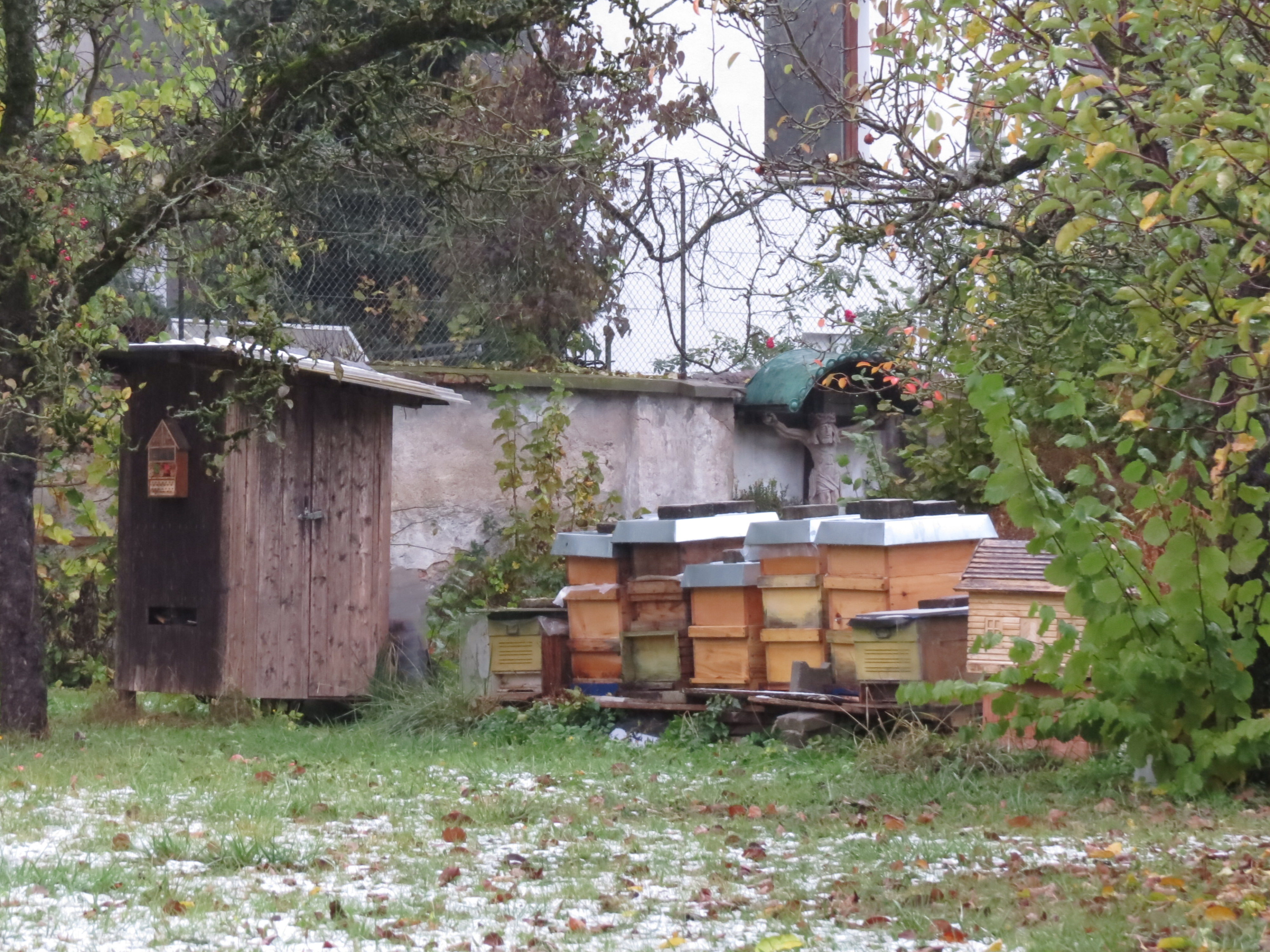
Bienenstöcke im Klostergarten
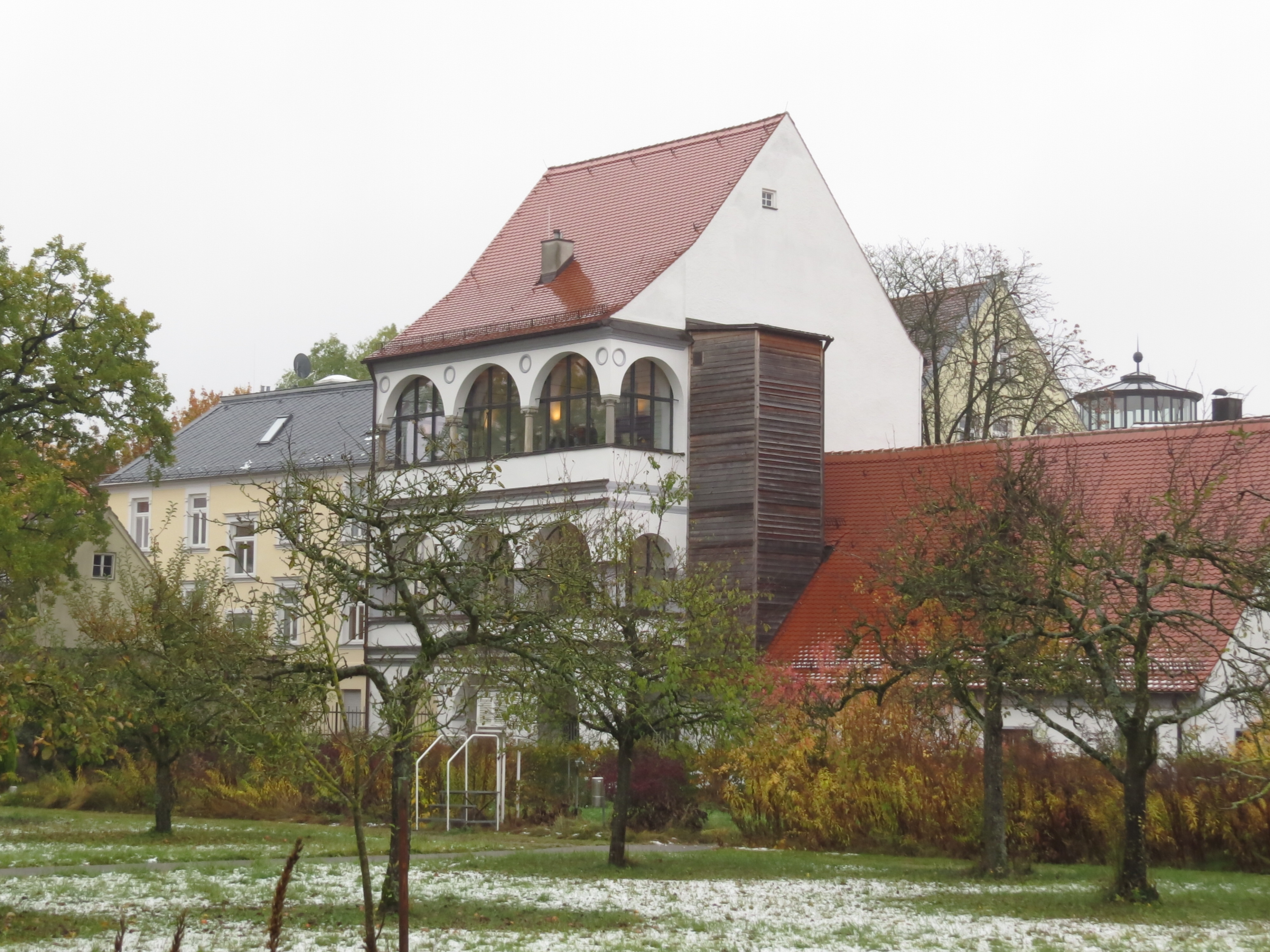
Das Wieselhaus, vom Klostergarten aus gesehen

## Internat St. Joseph
Zur Unterbringung und Betreuung von Voll- und Tageszöglingen wurde 1828 das Studienseminar St. Joseph eröffnet. Seit 1835 leiteten Benediktiner dieses Seminar, das 1874/76 durch Neubau und Ankauf von zwei Häusern und 1907/09 abermals erweitert wurde. Nach einer zeitweiligen Schließung während des Zweiten Weltkriegs wurde das Studienseminar 1947 wiedereröffnet. 2005 wurde es in dieser Form geschlossen und existiert seitdem nur noch als Tagesinternat.
Der Komponist Wilfried Hiller trat im April 2013 als Betroffener an die Öffentlichkeit und warf Benediktinern des Internats St. Joseph schwere Züchtigungen und sexuellen Missbrauch, geschehen in der Mitte der 1950er Jahre, vor.
Im Januar 2014 bestätigte der Schauspieler Michael Lerchenberg diese Anschuldigungen aus eigener Erfahrung aus den 1950er und 1960er Jahren. Auch er sei davon betroffen.

## Gegenwart
Derzeit bewohnen zwölf Benediktiner das Kloster. Sie arbeiten als Lehrer am Gymnasium bei St. Stephan, im Tagesinternat St. Joseph, in der Erwachsenenbildung, im Gästehaus St. Benedikt, in der außerordentlichen Seelsorge sowie in pflegerischen und handwerklichen Tätigkeiten. Der Gemeinschaft steht seit 2006 zunächst als Prior-Administrator und seit Mai 2009 Abt Theodor Hausmann vor.
Das Kloster hat das Gästehaus St. Benedikt eingerichtet und bietet Übernachtung und Tagungsräume an. Außerdem sind Räume im Kloster an eine private Kunstakademie vermietet.

## Klimamessungen
Zu Beginn des 19. Jahrhunderts begann in Augsburg die Messung und Beobachtung des Wetters. Von 1812 bis 1837 maß und beobachtete Augustin Stark in seinem Wohnturm beim Kloster St. Stephan täglich Wetterelemente. Diese veröffentlichte er jährlich als Meteorologisches Jahrbuch.
Nach dem Tod Augustins führten die Mönche die Messungen bis zum heutigen Tage fort. Im Jahre 1866 wurde von der Bayerischen Akademie der Wissenschaften ein bayernweites Beobachtungsnetz initiiert, welches in der Tradition der Societas Meteorologica Palatina stand. In dieses Netz war auch die Station in St. Stephan als „Säkularstation“ integriert. Da der Standort nie gewechselt wurde, steht eine solide Messreihe von Augsburger Wetterdaten zur Verfügung. Diese homogene Messreihe ist eine der längsten in Europa und vergleichbar mit der des Meteorologischen Observatoriums auf dem Hohen Peißenberg. Einzig nach dem Luftangriff auf Augsburg im Februar 1944 waren die Messungen auf Grund zerstörter Instrumente für eine Woche unterbrochen.